# 茨城県立石岡商業高等学校
茨城県立石岡商業高等学校（いばらきけんりついしおかしょうぎょうこうとうがっこう）は、茨城県石岡市東光台に所在する公立の商業高等学校。1964年（昭和39年）に茨城県南地域初の商業高等学校として開校した。学校の略称は石商。校章は桐を図案化したものである。

## 設置学科
- 商業科
- 情報処理科

## 部活動
運動部
- 弓道部
- 剣道部
- 硬式野球部
- サッカー部
- 少林寺拳法部
- ソフトテニス部
- 体操同好会
- 卓球部
- テニス部
- バスケットボール部
- バドミントン部
- バレーボール部
- ハンドボール部
- 陸上競技部

文化部
- 華道部
- コンピュータ部
- 写真部
- 珠算部
- 美術部
- ブラスバンド部
- 簿記部
- ワープロ部

## 周辺
- 石岡市石岡運動公園
- かしてつバス東田中停留所（旧鹿島鉄道東田中駅）